# Isak Ssewankambo
Isak Ssewankambo (Angered, 1996. február 27. –) ugandai származású svéd korosztályos válogatott labdarúgó, aki jelenleg a svéd Östersunds FK és a svéd U21-es válogatott védője.

## Pályafutása

### Fiatal évei
2001-ben, mindössze 5 évesen került a Lärje-Angereds IF csapatához, ahol egészen 2005-ig maradt. Ezután a IFK Göteborg klubjának az akadémiájára került. 2007-ben visszatért a Lärje-Angereds klubjához. 2010-ben az angol Chelsea akadémiájára igazolt. Az U19-es csapat tagjaként 5 alkalommal pályára lépett az ifjúsági Bajnokok-Ligájában. 24 mérkőzésen 1 gólt szerzett az U21-es csapatban, de a felnőtt keretbe egyszer sem került be.

### NAC Breda
2014. július 31-én egyéves szerződést kötött a holland első osztályú NAC Breda csapatával. Augusztus 9-én az SBV Excelsior elleni bajnoki mérkőzésen debütált kezdőként új klubjában.

## Válogatott
2012. augusztus 11-én debütált a svéd U17-es labdarúgó-válogatottban az angol U17-es labdarúgó-válogatott ellen 2-0-ra megnyert barátságos mérkőzésen, amelyen a 65. percben csapata második, valamint saját maga első gólját szerezte meg a válogatottban. Részt vett a 2013-as U17-es labdarúgó-Európa-bajnokságon és a 2013-as U17-es labdarúgó-világbajnokságon a válogatottal. Szerepelt a svéd U19-es labdarúgó-válogatottban 5 mérkőzésen.

## Statisztika
| Klub               | Szezon             | Bajnokság | Bajnokság | Kupa  | Kupa  | Ligakupa | Ligakupa | Európa | Európa | Összesen | Összesen |
| Klub               | Szezon             | Mérk.     | Gólok     | Mérk. | Gólok | Mérk.    | Gólok    | Mérk.  | Gólok  | Mérk.    | Gólok    |
| ------------------ | ------------------ | --------- | --------- | ----- | ----- | -------- | -------- | ------ | ------ | -------- | -------- |
| NAC Breda          | 2014–15            | 13        | 0         | 2     | 0     | -        | -        | -      | -      | 15       | 0        |
| NAC Breda          | Összesen           | 13        | 0         | 2     | 0     | 0        | 0        | 0      | 0      | 15       | 0        |
| Derby County       | 2015–16            | 0         | 0         | 0     | 0     | 1        | 0        | -      | -      | 1        | 0        |
| Derby County       | Összesen           | 0         | 0         | 0     | 0     | 1        | 0        | 0      | 0      | 1        | 0        |
| Molde FK           | 2016               | 9         | 0         | 2     | 0     | -        | -        | -      | -      | 11       | 0        |
| Molde FK           | 2017               | 17        | 0         | 3     | 0     | -        | -        | -      | -      | 20       | 0        |
| Molde FK           | Összesen           | 26        | 0         | 5     | 0     | 0        | 0        | 0      | 0      | 31       | 0        |
| Karrierje összesen | Karrierje összesen | 39        | 0         | 7     | 0     | 1        | 0        | 0      | 0      | 47       | 0        |

## Sikerei, díjai
- Chelsea:
  - Ifjúsági FA-Kupa: 2014
  - U21-es Premier League: 2013-14